# Palya Bareli jezik
Palya Bareli jezik (ISO 639-3: bpx; pali, palodi, palya bareli), jezik kojim govori oko 10 000 ljudi (2000 NLCI) u Madhya Pradeshu i Maharashtri, Indija.
Klasificira se u indoarijske jezike u centralnoj zoni i podskupini bhil. Pripadnici etničke grupe služe se i Nimadi jezik|nimadi [noe], ahirani [har], hindi ili marathi jezicima. 
Nekad se smatrao dijaletom jezik bareli (danas nazivan rathwi bareli)

## Vanjske poveznice
- Ethnologue (14th)
- Ethnologue (15th)
- [neaktivna poveznica]